# Jupiter Ace

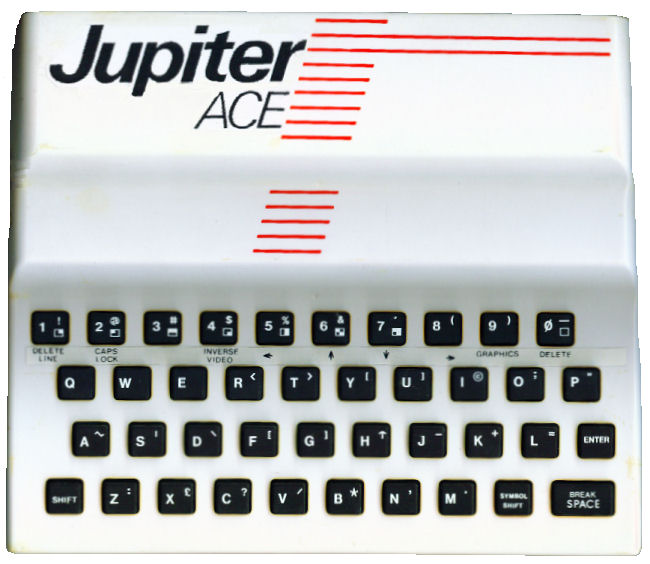
Jupiter Ace Modelo 1.

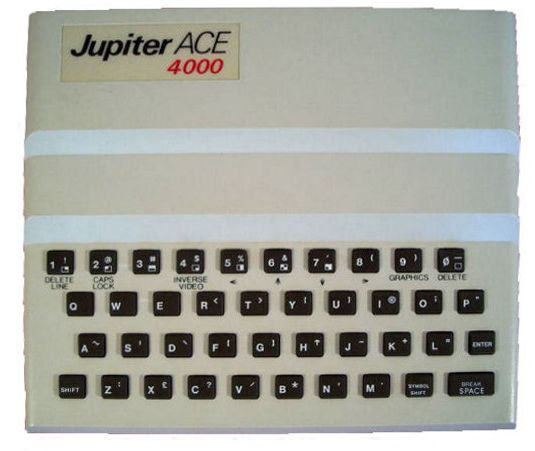
Jupiter Ace 4000.

El Jupiter ACE fue un microordenador británico lanzado al mercado en 1982 por una empresa denominada Jupiter Cantab. La empresa fue fundada por Richard Altwasser y Steven Vickers, que habían trabajado en el diseño del ZX81 y del ZX Spectrum de Sinclair. En 1984 la empresa quebró, siendo adquiridos los derechos por Boldfield Computing Ltd., quien liquidó los stocks existentes y cesó la producción.

## Descripción
Su arquitectura interna es herencia de la arquitectura del Sinclair ZX81 y del ZX Spectrum. Del primero hereda la gestión orientada a caracteres y la ausencia de color. Del segundo hereda la gestión de video independiente de la CPU, permitiendo que ésta pueda estar funcionando al 100% de su velocidad sin tener que apagar la pantalla, y la inclusión de sonido. De ambos hereda las características generales de la pantalla (256x192 puntos organizados en una matriz de caracteres de 24x32), el uso de un único puerto de E/S para el acceso a teclado, casete y altavoz (puerto 254), e incluso la fuente de caracteres.
Las principales diferencias entre el Jupiter ACE y sus dos inmediatos antecesores, aparte del color de la carcasa, son: el uso del lenguaje de programación FORTH en el Jupiter ACE, en lugar del BASIC usado en los modelos de Sinclair. Llevaba 3KB de RAM en su configuración original: 1KB para la memoria de patrones (fuente de caracteres) que se usa al 100% (esta memoria puede ser escrita, pero no leída por el procesador, además de ser leída por el circuito de generación de video), 1KB para la memoria de pantalla (con un byte por cada posición de carácter, 24 líneas de 32 caracteres cada una, dan 768 bytes, así que quedan para uso interno del Jupiter ACE 256 bytes, que se suelen usar por la ROM como área de "scratchpad". Esta memoria puede ser leída y escrita por el procesador, además de ser leída por el circuito de generación de video), y 1KB de memoria de usuario. Los accesos a esta memoria, al contrario que pasa con las otras dos regiones, no generan contienda, pudiendo el procesador del Jupiter ACE funcionar a la velocidad nominal de reloj a la vez que se genera video.

## Características
- Dimensiones: 215 x 190 x 30 mm
- Peso: 2446 g
- CPU: Zilog Z80 (Z80A)
- Velocidad reloj: 3,25 MHz
- Memoria RAM: 1KB ampliable exteriormente a 49KB (Memoria de video SRAM excluida)
- Memoria ROM: 8KB
- Memoria Video: 2KB en subsistema independiente utilizando 2 bancos de 1 KB de memoria SRAM
- Interfaces: Conexiones televisión, casete y alimentación eléctrica 9v.
- Lenguaje de Programación: FORTH
- Teclado: tipo de goma de 40 teclas. Similar al de Sinclair ZX Spectrum, pero más blando y menos preciso, ya que las teclas deben presionarse justamente en el centro. Todas las teclas disponían de repetición automática y dos teclas de cambio permitían producir todos los códigos ASCII.
- Pantalla: 32 X 24, monocromático
- Expansión: 2 slot. Uno de uso general, para ampliaciones de memoria y unidades de disco y otro específico con acceso a ciertas señales internas del generador de video, pensada precisamente para ampliar las capacidades de video del Jupiter ACE.
- Salidas: 1 salida para TV
- Almacenamiento: casetes (a 300/1500 baudios)
- Documentación: Se incluía un manual muy corto. Ofrecía una introducción a FORTH y la descripción completa del ordenador.